# L. M. Wells
Pour les articles homonymes, voir Wells.
L. M. Wells est un acteur américain, né le 5 février 1862 à Cincinnati en Ohio, et mort le 1er janvier 1923.

## Filmographie partielle
- 1912 : So Near, Yet So Far de David W. Griffith
- 1917 : À l'assaut du boulevard (Bucking Broadway) de John Ford
- 1918 : Thieves' Gold de John Ford
- 1920 : Huckleberry Finn (en) de William Desmond Taylor
- 1920 : Something New de Nell Shipman et Bert Van Tuyle